# Faizun-versen

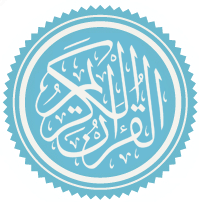
En logo för Koranen på arabiska.

Faizun-versen (arabiska: آية الفائزون) är vers 23:111 i Koranens avsnitt Al-Mu'minun och handlar om de troendes seger på grund av deras tålamod gentemot förnekarnas hån. Faiz betyder bland annat segrare på arabiska i singular,, faizun är plural för faiz. Vers 23:111 har kallats för Faizun-versen av vissa forskare såsom Allamah 'Askari. I vissa tolkningsböcker till Koranen har det ansetts att det som menas med segrarna (arabiska: الفائزون, translit. al-faizun) är Muhammeds familjs shia och följare. Det har återberättats att profeten Muhammed sagt att Alis shia är segrarna på domedagen. Ibn Mas'ud har presenterat Ali ibn Abi Talib, Fatima, Hasan ibn Ali och Husayn ibn Ali som segrarna eftersom de haft tålamod i att lyda Gud, vid hunger och fattigdom och gentemot synder och missöden.